# Randy Hundley
Cecil Randolph Hundley (Martinsville, Virginia, 1 de junio de 1942), más conocido como Randy Hundley, es un exjugador profesional estadounidense de béisbol que se desempeñó en la posición de cácher en las Grandes Ligas de Béisbol (MLB). Logró obtener un Guante de Oro.

## Carrera
Hundley jugó como profesional dos temporadas en San Francisco Giants (1964-1965), después pasó a Chicago Cubs (1966-1973), luego a Minnesota Twins (1974), posteriormente a San Diego Padres (1975), y finalmente, regresó a Chicago Cubs, donde jugó dos temporadas (1976-1977), y fue el equipo en el que se retiró.

## Premios
Fue galardonado con el Guante de Oro en una oportunidad (1967).